# مالو سلو (بلغارستان)
مالو سلو (به بلغاری: Malo Selo) یک منطقهٔ مسکونی در بلغارستان است که در شهرستان بوبف دل واقع شده‌است.